# TTC Grünweiß Bad Hamm
Der TTC Grünweiß Bad Hamm ist ein deutscher Tischtennisverein aus Hamm, der in den 1970er und 1980er Jahren in der Bundesliga spielte.

## Geschichte
1957 verließ die Tischtennisabteilung des DJK Arminia Hamm den Verein und gründete den eigenen Verein DJK Grünweiß Bad Hamm. Zwei Jahre später schloss sich die Tischtennisabteilung des ESV Hamm dem Verein an. Seit 1959 spielte die Mannschaft mit dreimaliger einjähriger Unterbrechung in der Oberliga. 1974 nannte sich der Verein in TTC Grünweiß Bad Hamm um.
Nach mehreren Auf- und Abstiegen gelang 1976 der Sprung in die Bundesliga. Die Mannschaft verstärkte sich durch Bernt Jansen und behauptete den Klassenerhalt in der Besetzung Jansen, Hans-Dieter Hoffmann (früher TTV Metelen), Elmar Schneider (früher Meidericher TTC), Dieter Ristig (früher VfL Osnabrück), Heinz-Günter Hoffmann (früher TTV Metelen), Udo Lang und Peter Schrimpf.
Die beste Platzierung erreichte Hamm in der Saison 1982/83 mit Rang 5. Am Ende der Saison 1984/85 musste der Verein absteigen, kehrte aber ein Jahr später wieder in die 1. BL zurück. Dort hielt er sich noch drei Jahre lang, ehe er 1989 wieder abstieg. Am Ende der Saison 1997/98 zog der Verein die Mannschaft wegen mangelnder Unterstützung aus dem Umfeld aus der Bundesliga in die Landesliga zurück.
In der Saison 2006/07 spielte Hamm in der Regionalliga und stieg 2009 in die 2. Bundesliga auf. Nach mehreren Ab- und Aufstiegen erreichte Hamm 2017 erneut die 2. Bundesliga. Nach dem letzten Platz in der 2. Bundesliga zog der Verein die Mannschaft wieder in die viertklassige Regionalliga zurück.
Geprägt wurde der Verein viele Jahre lang von der Familie Vatheuer. Oberstudienrat Theo Vatheuer († 2025) begann 1961 als Vorsitzender und Manager, seine Brüder Raymund, Helmut und Wolfgang sowie die folgende Generation Martin (* 1969) und Matthias (* 1967) spielten in der Mannschaft.

## Bekannte Spieler
Bekannte Spieler waren u. a. Ralf Wosik, Matthias Höring, Andreas Preuß, Bernt Jansen, Claus Pedersen, Carl Prean, Johnny Hansen, Stellan Bengtsson, Erik Lindh, Hans-Joachim Nolten, Walter Gründahl, Torben Wosik, Milivoj Karakašević, Christian Süß, Henk van Spanje.